# Brent Sexton
Brent Sexton (St. Louis, 12 agosto 1967) è un attore statunitense.

## Filmografia parziale

### Cinema
- Lo specialista (The Specialist), regia di Luis Llosa (1994)
- Double Take, regia di George Gallo (2001)
- Zoe, regia di Deborah Attoinese (2001)
- A.I. - Intelligenza artificiale (A.I. Artificial Intelligence), regia di Steven Spielberg (2001)
- Prigione di vetro (The Glass House), regia di Daniel Sackheim (2001)
- Vanilla Sky, regia di Cameron Crowe (2001)
- It's All About You, regia di Mark Fauser (2002)
- Via dall'incubo (Enough), regia di Michael Apted (2002)
- Mi chiamano Radio (Radio), regia di Michael Tollin (2003)
- The Man Who Invented the Moon, regia di John Cabrera - cortometraggio (2003)
- Fish Burglars, regia di Gideon Brower - cortometraggio (2004)
- Criminal, regia di Gregory Jacobs (2004)
- Wheelmen, regia di Dirk Hagen (2005)
- Flightplan - Mistero in volo (Flightplan), regia di Robert Schwentke (2005)
- Full Disclosure, regia di Douglas Horn - cortometraggio (2005)
- Nella valle di Elah (In the Valley of Elah), regia di Paul Haggis (2007)
- W., regia di Oliver Stone (2008)
- Pants on Fire, regia di Colin Campbell (2008)
- Within, regia di Hanelle M. Culpepper (2009)
- The Belko Experiment, regia di Greg McLean (2016)
- Irresistibile (Irresistible), regia di Jon Stewart (2020)

### Televisione
- X-Files (The X-Files) – serie TV, episodi 8x03-8x12 (2000–2001)
- Settimo cielo (7th Heaven) – serie TV, episodio 6x18 (2002)
- Tutto in famiglia (My Wife and Kids) – serie TV, episodio 3x19 (2003)
- Grey's Anatomy – serie TV, episodio 1x05 (2005)
- Cold Case - Delitti irrisolti (Cold Case) – serie TV, episodio 2x16 (2005)
- Deadwood – serie TV, 14 episodi (2005-2006)
- Senza traccia (Without a Trace) – serie TV, episodio 5x15 (2007)
- Life – serie TV, 22 episodi (2007-2009)
- Psych – serie TV, episodio 4x03 (2009)
- Justified – serie TV, 5 episodi (2010-2013)
- The Killing – serie TV, 25 episodi (2011-2012)
- Ironside – serie TV, 9 episodi (2013)
- Shameless – serie TV, episodi 3x8-6x4 (2013-2016)
- Bosch – serie TV, 10 episodi (2016)
- Hawaii Five-0 – serie TV, episodio 7x05 (2016)
- God Friended Me – serie TV, 4 episodi (2018-2020)
- Unsolved – serie TV, 7 episodi (2018)
- Law & Order - Unità vittime speciali (Law & Order: Special Victims Unit) – serie TV, episodi 18x11 (2017)
- Deadwood - Il film (Deadwood: The Movie), regia di Daniel Minahan – film TV (2019)
- Mindhunter – serie TV, 2 episodi (2019)
- The Expanse – serie TV, 7 episodi (2020-2021)
- Chicago PD – serie TV, 3 episodi (2020)
- Magnum P.I. – serie TV, episodio 5x17 (2023)
- Station 19 – serie TV, episodio 7x05 (2024)
- NCIS: Origins – serie TV, episodio 1x04 (2025)
- Countdown – serie TV, episodio 1x02 (2025)

## Doppiatori italiani
Nelle versioni in italiano delle opere in cui ha recitato, Brent Sexton è stato doppiato da:
- Paolo Marchese in Life, Shameless (ep. 3x08), Irresistible
- Stefano De Sando in X-Files (ep. 8x12), Cold Case - Delitti irrisolti
- Roberto Stocchi in Grey's Anatomy, Bosch
- Sergio Lucchetti in The Shield, Chicago P.D.
- Lucio Saccone in The Mentalist, Designated Survivor
- Pierluigi Astore in CSI - Scena del crimine, Tracker
- Paolo Buglioni in The Killing, Unsolved
- Enzo Avolio in CSI: Cyber, The Expanse
- Saverio Indrio in Psych, The Belko Experiment
- Roberto Fidecaro in Deadwood - Il film, Unbelievable
- Luigi Ferraro in X-Files (ep. 8x03)
- Simone Mori in Mi chiamano Radio
- Franco Mannella in 24
- Roberto Draghetti in Lie to Me
- Massimo Bitossi in Shameless (ep. 6x04)
- Massimo Lodolo in Justified (ep. 4x08, 4x09)
- Dario Oppido in Ironside
- Paolo Maria Scalondro in Hawaii Five-0
- Massimo De Ambrosis in Mindhunter
- Vladimiro Conti in Magnum P.I.
- Daniele Valenti in Station 19
- Ambrogio Colombo in NCIS: Origins
- Francesco Sechi in Countdown